# Gare de Pont-de-Claix l'Étoile
La gare de Pont-de-Claix - l'Étoile est une gare ferroviaire française de la ligne de Lyon-Perrache à Marseille-Saint-Charles (via Grenoble), située sur le territoire de la commune du Pont-de-Claix, au sud de l'agglomération grenobloise, dans le département de l'Isère, en région Auvergne-Rhône-Alpes. Cette gare a été ouverte 30 mars 2025 à la suite du déplacement de la gare de Pont-de-Claix à l'intersection de l'avenue du général de Gaulle et du cours Saint-André au pôle d'échange multi-modale "L'Etoile" de Pont de Claix ou transitent de nombreux transports en communs (Tramway, bus),.

## Situation ferroviaire
Établie à 244 m d'altitude, la gare de Pont-de-Claix l'Étoile est située entre les gares ouvertes de Grenoble et de Jarrie - Vizille. Elle est séparée de cette dernière par la gare de Pont-de-Claix qu'elle remplace.

## Service des voyageurs

### Accueil
Halte SNCF, c'est un point d'arrêt non géré (PANG) à accès libre, qui dispose d'un automate TER Auvergne-Rhône-Alpes pour l'achat des titres de transport. Elle ne dispose que d'un quai dans les deux directions (vers Gap et Grenoble) et est équipée d'une passerelle accessible avec des ascenseurs pour rejoindre le réseau de trams.

### Desserte
La gare de Pont-de-Claix l'Étoile a repris la desserte de l'ancienne gare, par les trains TER Auvergne-Rhône-Alpes / TER PACA (ligne de Grenoble à Gap) avec correspondances à Veynes - Dévoluy pour Laragne, Sisteron, Manosque, Aix-en-Provence et Marseille.
La billetterie M réso est admise à bord des TER de Pont-de-Claix à Grenoble, et depuis Pont-de-Claix vers le sud jusqu'à la Gare de Vif.

### Intermodalité
Un parc pour les vélos (consignes individuelles et accroches vélos) et un parking pour les véhicules y sont aménagés.
La halte est également en connexion avec la ligne A du tramway de Grenoble ainsi qu'avec des lignes de bus du réseau de transport grenoblois TAG.